# NGC 5017
NGC 5017 (другие обозначения — MCG -3-34-16, PGC 45900) — эллиптическая галактика (E) в созвездии Девы.
Профиль поверхностной яркости этой галактики был смоделирован при помощи многопараметрического регрессионного анализа. Было показано, что функция де Вокулёра не подходит для его описания, зато подходит функция Серсика с коэффициентом n в диапазоне от 4.81 до 5.93.
Этот объект входит в число перечисленных в оригинальной редакции «Нового общего каталога».